# Pfarrkirche Leutschach

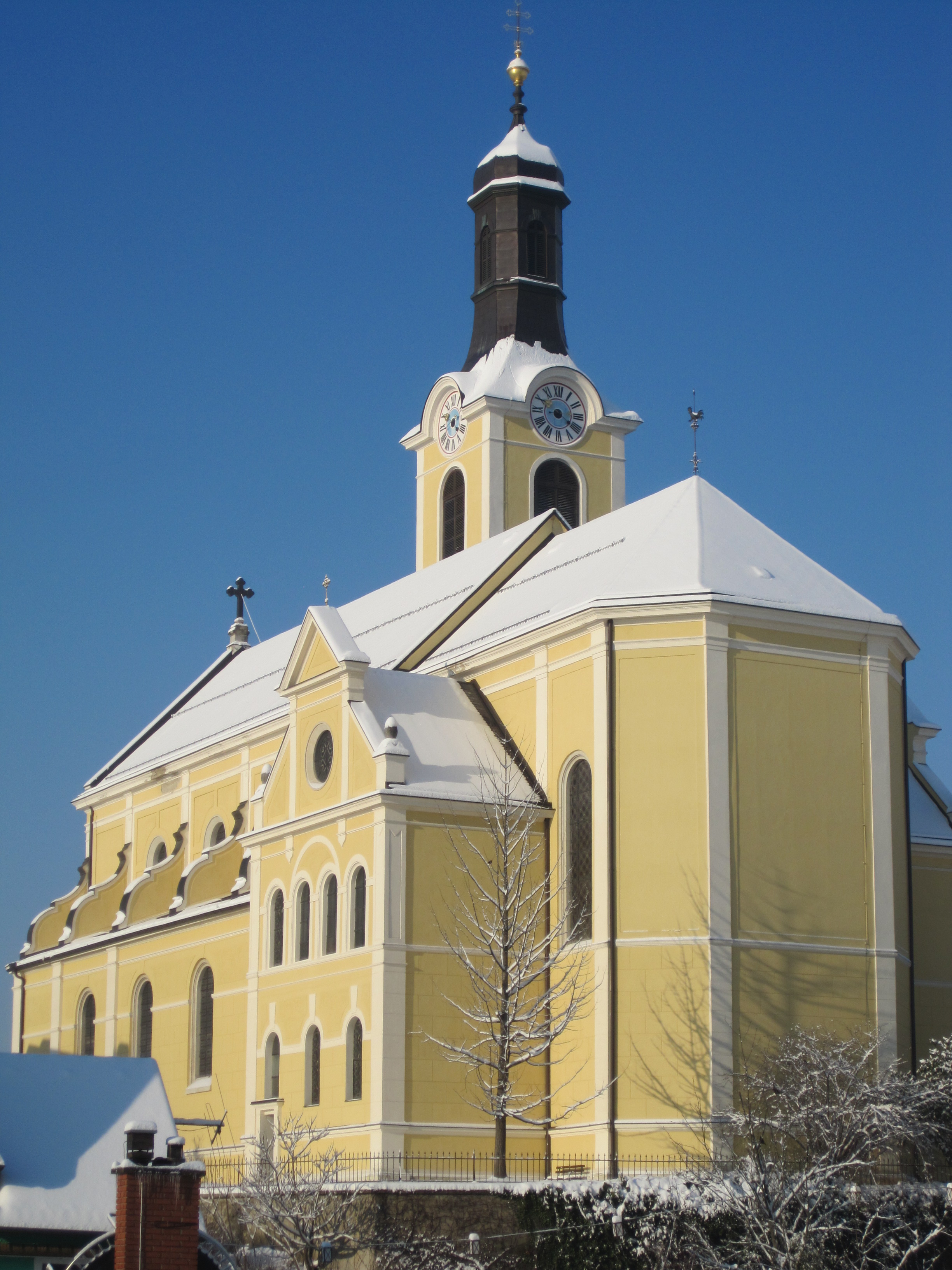
Katholische Pfarrkirche hl. Nikolaus in Leutschach

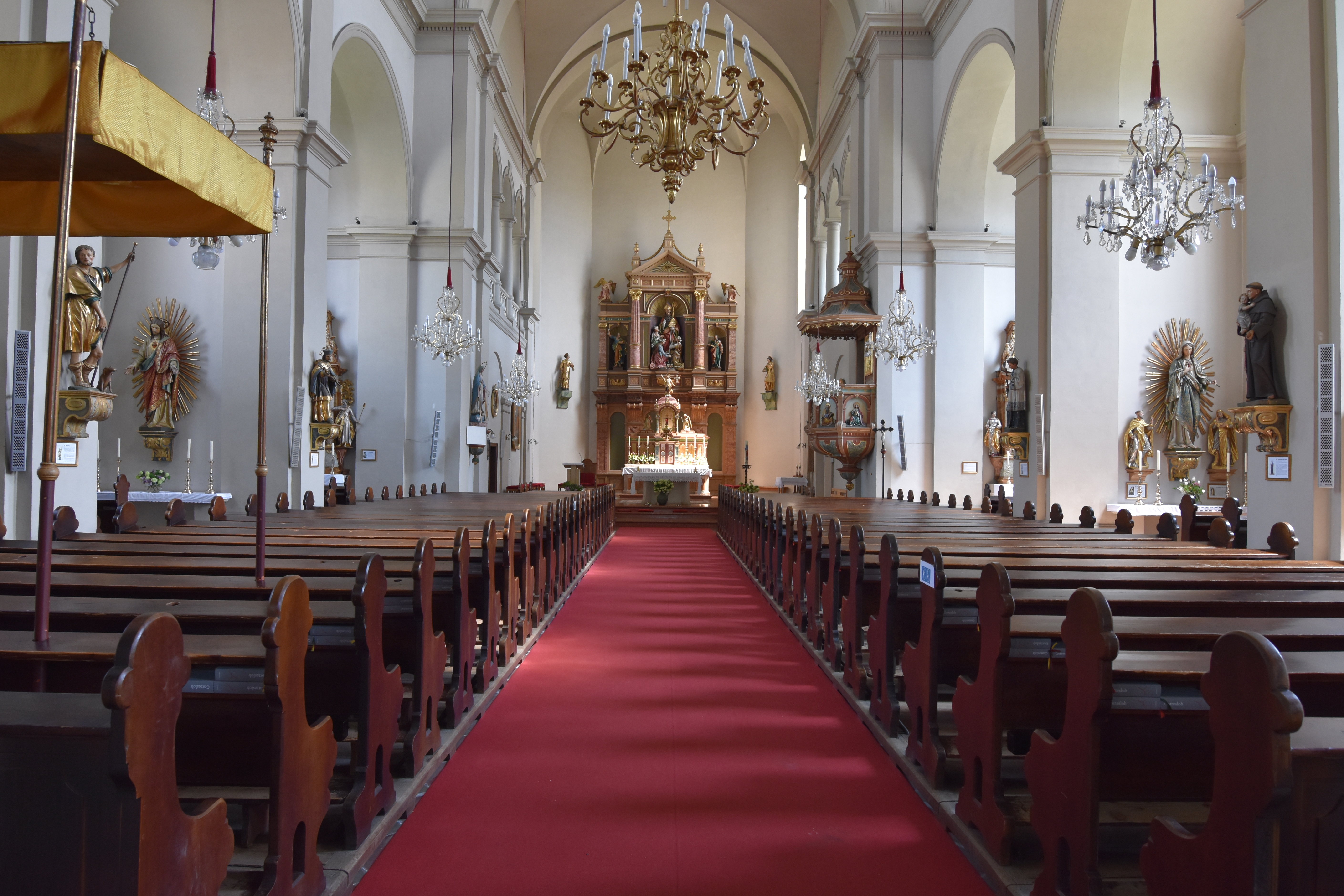
Langhaus, Blick in den Chor

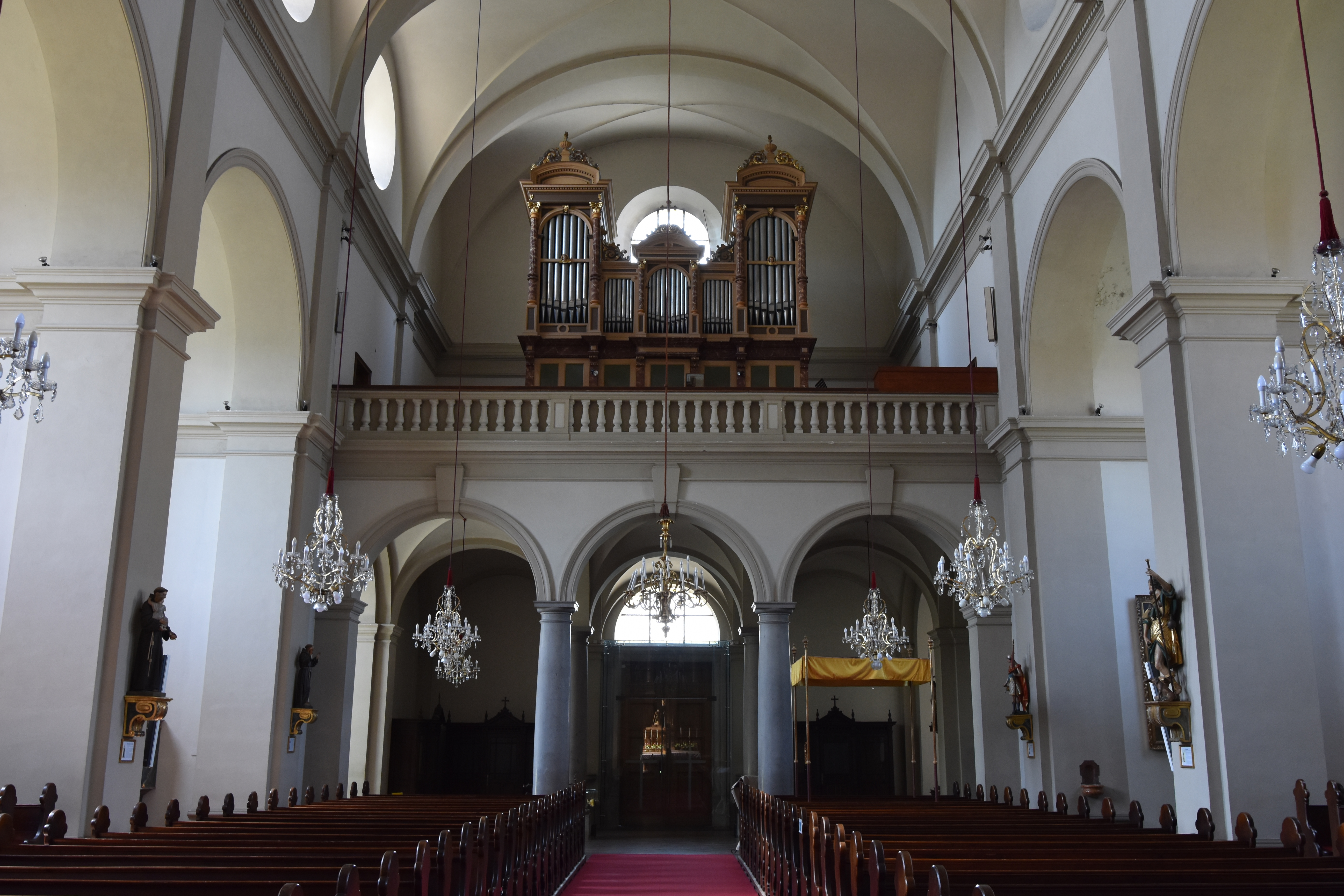
Langhaus, Blick zur Orgelempore

Die römisch-katholische Pfarrkirche Leutschach steht in der Ortschaft Leutschach in der Gemeinde Leutschach an der Weinstraße im Bezirk Leibnitz in der Steiermark. Die dem Patrozinium des hl. Nikolaus von Myra unterstellte Pfarrkirche gehört zur Region Südweststeiermark (Dekanat Leibnitz) in der Diözese Graz-Seckau. Die Kirche steht unter Denkmalschutz (Listeneintrag).

## Geschichte
Urkundlich wurde 1250 eine Kirche und Pfarre genannt.
Die Kirche wurde von 1908 bis 1911 nach den Plänen des Architekten Johann Pascher unter Erhaltung des Nordturmes erbaut. 

## Einrichtung
Auf den erneuerten Altären befinden sich barocke Statuen aus dem dritten Viertel des 18. Jahrhunderts. Das ehemalige Hochaltarbild hl. Nikolaus entstand nach der Mitte des 18. Jahrhunderts.
Der gotische achteckige Taufstein steht auf einem umgedrehten romanischen Kapitell, der Taufsteinaufsatz ist aus dem dritten Viertel des 18. Jahrhunderts.
Die Orgel baute Josef Brandl 1910.
Die Wappen im Glasfenster nahe dem Hochaltar erinnern an die kräftige Unterstützung des Neubaus durch die damaligen Besitzer von Schloss Trautenburg, das Ehepaar Rüdiger Seutter von Loetzen und Anna, geb. Marchesa Tacoli dei Marchesi di San Possidonio.